# Hermanella grandis
Hermanella grandis is een haft uit de familie Leptophlebiidae. De wetenschappelijke naam van de soort is voor het eerst geldig gepubliceerd in 1989 door Domínguez & Flowers.